# Ruslan Kambolov
Ruslan Aleksandrovič Kambolov (in russo Руслан Александрович Камболов?; Vladikavkaz, 1º gennaio 1990) è un ex calciatore russo, di ruolo centrocampista.